# Hamza al-Ghamdi
Hamza al-Ghamdi (em árabe: حمزة الغامدي, translit. Ḥamza al-Ghāmdī) (Al Bahah, 18 de novembro de 1980 - Nova Iorque, 11 de setembro de 2001) foi um sequestrador terrorista saudita. Ele foi um dos cinco sequestradores do voo 175 da United Airlines como parte dos ataques de 11 de setembro contra os Estados Unidos.
Nascido na Arábia Saudita, Hamza al-Ghamdi deixou a família para lutar na Chechênia e provavelmente foi enviado para campos de treinamento da Al-Qaeda no Afeganistão onde foi escolhido para participar dos ataques de 11 de setembro.
Ele chegou aos Estados Unidos em maio de 2001 com visto de turista. Em 11 de setembro de 2001, al-Ghamdi embarcou no voo 175 da United Airlines e sequestrou o avião junto com seu irmão mais velho, Ahmed al-Ghamdi, e três outros terroristas para que Marwan al-Shehhi, o principal sequestrador e que era piloto treinado, pudesse atingir o avião contra a Torre Sul do World Trade Center, em Nova Iorque.

## História

Hamza al-Ghamdi

Conhecido como Julaybeeb durante os preparativos, al-Ghamdi viajou para os Emirados Árabes Unidos em algum momento no final de 2000, onde comprou cheques de viagem que se presume terem sido pagos por Mustafa al-Hawsawi. Cinco outros sequestradores também passaram pelos Emirados Árabes Unidos e compraram cheques de viagem, incluindo Majed Moqed, Saeed al-Ghamdi, Wail al-Shehri, Ahmed al-Haznawi e Ahmed al-Nami.
Ele foi um dos nove sequestradores a abrir uma conta bancária SunTrust com depósito em dinheiro por volta de junho de 2001. Al-Ghamdi também solicitou e recebeu carteira de motorista da Flórida no dia 27 de junho de 2001. Nos dois meses seguintes, ele obteve duas licenças duplicadas simplesmente preenchendo formulários de mudança de endereço. Cinco outros supostos sequestradores também receberam licenças duplicadas da Flórida em 2001, enquanto outros tinham licenças em diferentes estados dos Estados Unidos. Alguns especularam que isso permitia que várias pessoas usassem a mesma identidade.

## Ataques
Al-Ghamdi comprou seu próprio eTicket para o voo 175 em 29 de agosto, usando seu cartão Visa. O FBI também alegou que ele também comprou um eTicket para um "voo 7950" de Los Angeles a São Francisco, embora não forneça a data prevista do voo.
Em 30 de agosto, Hamza al-Ghamdi comprou para seu irmão, Ahmed al-Ghamdi, um eTicket idêntico para o voo 175 e comprou para cada um deles passagens só de ida em um voo da AirTran em 7 de setembro, com origem em Fort Lauderdale e destino em Boston. No entanto, al-Ghamdi foi com Mohand al-Shehri para Newark, Nova Jersey, com passagens de 139,75 dólares compradas na agência Mile High Travel em Lauderdale-by-the-Sea.
Hamza e Ahmed al-Ghamdi ficaram no Charles Hotel em Cambridge, Massachusetts. Em 8 de setembro, eles saíram do hotel e se mudaram para o Days Inn na Soldiers Field Road em Brighton, Boston, Massachusetts, onde permaneceram até o dia dos ataques.
Na manhã de 11 de setembro de 2001, Hamza al-Ghamdi deixou o hotel com seu irmão. Os dois homens viajaram de táxi até o Aeroporto Internacional Logan, onde embarcaram no voo 175. Os irmãos empurraram os passageiros e a tripulação para a parte traseira da aeronave enquanto Fayez Banihammad e al-Shehri matavam os pilotos Victor Saracini e Michael Horrocks, permitindo que al-Shehhi assumisse o controle do avião. 

## Consequências
Em 22 de setembro de 2001, o Arab News informou que o pai de Hamza al-Ghamdi disse ao jornal saudita <i>Al-Watan</i> que uma fotografia "divulgada pelo FBI" não tinha absolutamente nenhuma semelhança com seu filho. No entanto, presume-se que a foto à qual o pai de al-Ghamdi se refere não tenha sido divulgada pelo FBI, já que eles não disponibilizaram as fotos do sequestrador até o dia 27 de setembro de 2001.
Al-Ghamdi apareceu em um vídeo divulgado em 8 de setembro de 2006, que mostrava o planejamento dos ataques.